# Thorhilda Abbott-Watt
Thorhilda „Thorda“ Mary Vivia Abbott-Watt, OBE (Alternativname: Thorhilda Talbot Hogg; * 11. Februar 1955) ist eine ehemalige britische Diplomatin, die unter anderem zwischen 2002 und 2006 Botschafterin des Vereinigten Königreichs in Armenien, von 2008 bis 2009 und erneut von 2011 bis 2012 Botschafterin in der Mongolei und zwischen 2016 und 2019 Botschafterin in Turkmenistan war. Seit 2020 ist sie Hochkommissarin in Tonga.

## Leben
Thorhilda „Thorda“ Mary Vivia Abbott-Watt besuchte die Stonar School und trat 1974 in den diplomatischen Dienst (HM Diplomatic Service) des Ministeriums für Auswärtige und Commonwealth-Angelegenheiten (Foreign and Commonwealth Office) ein. Sie war zunächst zwischen 1974 und 1976 im Protokoll-Referat sowie anschließend von 1976 bis 1977 im Rhodesien-Referat des Ministeriums tätig. Nachdem sie zwischen 1978 und 1979 eine Fremdsprachenausbildung in Spanisch in Mexiko-Stadt erhalten hatte, versah sie von 1979 bis 1980 vorübergehend Dienst in Lateinamerika sowie im Fernen Osten. Daraufhin war sie zwischen 1981 und 1984 Vizekonsulin in Paris sowie von 1984 bis 1986 Dritte Sekretärin (Third Secretary) der Kanzlei der Botschaft in Belgien beziehungsweise den Ständigen Vertretungen in Brüssel. Nach ihrer Rückkehr war sie von 1986 bis 1988 im Referat Schifffahrt, Luftfahrt und Umwelt des Ministeriums für Auswärtige und Commonwealth-Angelegenheiten tätig und im Anschluss zwischen 1988 und 1991 Zweite Sekretärin (Second Secretary) der Kanzlei der Botschaft in der Bundesrepublik Deutschland.
1991 kehrte Thorhilda Abbott-Watt erneut ins Außenministerium zurück und war zunächst Referentin für Interne Angelegenheiten und für den Vorsitz im Rat der EG im Referat für die Europäischen Gemeinschaften sowie danach zwischen 1991 und 1994 Referentin im Referat für Westeuropa. Nachdem sie von 1995 bis 1998 Leiterin der Referate „Handel“ und „Know-how-Fonds“ an der Botschaft in der Ukraine war, fungiere sie zwischen 1998 und 1999 als Erste Sekretärin (First Sekretary) an der Botschaft in Serbien. Nach ihrer Rückkehr ins Außenministerium war sie von 1999 bis 2001 Leiterin der Einheit „Gemeinsame Einreisegenehmigung“ sowie 2001 kurzzeitig Referentin in der Einheit „Sicherheitsstrategie“, ehe sie zwischen 2001 und 2002 Geschäftsträgerin (Chargée d’affaires) der Botschaft in Tadschikistan.
Im Januar 2003 wurde Thorhilda Abbott-Watt als Nachfolgerin von Timothy Marschall Jones Botschafterin des Vereinigten Königreichs in Armenien und verblieb auf diesem diplomatischen Posten in Jerewan bis 2006, woraufhin Anthony Cantor sie ablöste. Danach war sie zwischen März und Juni 2006 im Außenministerium in der Gruppe für Konfliktthemen, im August 2006 kurzzeitig kommissarische Leiterin der Politisch-Militärischen Sektion an der Botschaft in Afghanistan sowie von Oktober 2006 bis März 2007 Mitarbeiterin der Afghanistan-Gruppe des Außenministeriums. Nachdem sie zwischen März 2007 und Februar 2008 im Referat für Migration des Außenministeriums Verwendung gefunden hatte, fungierte sie von März bis April 2008 als kommissarische Leiterin der Sektion Strategie und Innovation von UK Trade & Investment (UKTI), der Außenhandelswirtschaftsförderung der britischen Regierung. Im März 2009 übernahm sie von Christopher Osborne den Posten als Botschafterin in der Mongolei und hatte dieses Amt in Ulaanbaatar bis zu ihrer Ablösung durch Wiliam Andrew Dickson im April 2009 inne. Nach ihrer Rückkehr war sie von September 2009 bis April 2010 erst im Referat Finanzen des Außenministeriums tätig und wurde danach im Mai 2010 als Mitarbeiterin für internationale Beziehungen ins Verteidigungsministerium des Vereinigten Königreichs (Ministry of Defence) abgeordnet. Nachdem Wiliam Andrew Dickson in den Ruhestand getreten war, wurde sie im Februar 2011 abermals Botschafterin in der Mongolei und hatte dieses Amt bis zu ihrer Ablösung durch Christopher Stuart 2012 inne. Nach ihrer Rückkehr war sie 2012 kurzzeitig Mitarbeiterin des Operationseinheit des Außenministeriums sowie daraufhin von 2012 bis 2015 stellvertretende und zeitweilig kommissarische Leiterin der Task Force Projekte des Ministeriums. Nachdem sie 2015 einen Sprachunterricht in Russisch absolviert hatte, wurde sie 2016 Nachfolgerin von Sanjay Wadvani als Botschafterin in Turkmenistan. Sie übte diese Funktion in Aşgabat bis 2019 aus und wurde danach von Hugh Philpott abgelöst. Für ihre langjährigen Verdienste im Diplomatischen Dienst wurde sie zum 16. Juni 2017 Officer des Order of the British Empire (OBE) ernannt. Zuletzt wurde sie am 30. Januar 2020 zur Hochkommissarin in Tonga ernannt. Sie wurde damit erste Hochkommissarin der wiederum eigenständigen Vertretung in Nukuʻalofa, nachdem die Aufgaben dieses Hochkommissariats 2006 mit dem Hochkommissariat in Fidschi verbunden wurde.
Sie ist mit Reef Talbot Hogg verheiratet.